# О’Брайен, Соледад
Мари́я де ла Соледа́д Тере́за О’Бра́йен-Рэ́ймонд (англ. María de la Soledad Teresa O’Brien-Raymond; 16 сентября 1966, Сент-Джеймс, Нью-Йорк, США) — американская телеведущая и журналистка.

## Биография

### Ранние годы и карьера
Мария де ла Соледад Тереза О’Брайен родилась 16 сентября 1966 года в Сент-Джеймсе (штат Нью-Йорк, США), став пятым из шести детей в семье эмигранта из Австралии и эмигрантки из Кубы, которые познакомились в Университете Джонса Хопкинса и поженились в 1958 году. У О’Брайен есть три старших сестры, один старший и один младший братья: профессор права Мария (род. 1961), корпоративный юрист Сесилия (род. 1962), бизнесмен Тони (род. 1963), глазной хирург Эстела (род. 1964) и анестезиолог Орестес (род. 1967).
О’Брайен и её пятеро братьев и сестёр окончили «Harvard College».
Наиболее известна как ведущая «CNN In America» и автор «Latino in America» (2009).

### Личная жизнь
С 1995 года Соледад замужем за соруководителем инвестиционного банка Брэдом Рэймондом. У супругов есть четверо детей: две дочери, София Элизабет Рэймонд (род. 23.10.2000) и Сесилия Рэймонд (род. 20.03.2002), и сыновья-близнецы — Чарльз Рэймонд и Джексон Рэймонд (род. 30.08.2004).
В 2019 году родители Соледад скончались с разницей в 40 дней.